# راکل ولش
راکل ولش (انگلیسی: Raquel Welch؛ ۵ سپتامبر ۱۹۴۰ – ۱۵ فوریهٔ ۲۰۲۳) بازیگر و مدل اهل آمریکا بود. ولش بخاطر هنرنمایی در فیلم سفر شگفت‌انگیز (۱۹۶۶) مورد توجه قرار گرفت و پس از آن موفق به عقد قرار داد با فوکس قرن بیستم شد. در همان سال یک استودیو بریتانیایی وی را برای شرکت درنسخهٔ بریتانیایی فیلم یک میلیون سال قبل از میلاد محصول ۱۹۶۶ به عاریت گرفت. بازی او در نقش یک غارنشین با بیکینی از پوست آهو، سیمای او را همچون تندیسی افسانه‌ای از الههٔ عشق و هوس نمایان ساخت. پوستر فیلم با بهترین فروش مواجه شد و راکل ولش را به یک ستارهٔ سینما مبدل کرد.
راکل در فیلم‌های بسیاری از جمله باندولرو! (۱۹۶۸)، مایرا برکینریج (۱۹۷۰) و بمب‌افکن کانزاس‌سیتی (۱۹۷۲) هنرنمایی کرد. او چند واریته تلویزیونی را نیز در موضوع‌های خاص به نمایش گذاشت.

## دوران اول زندگی

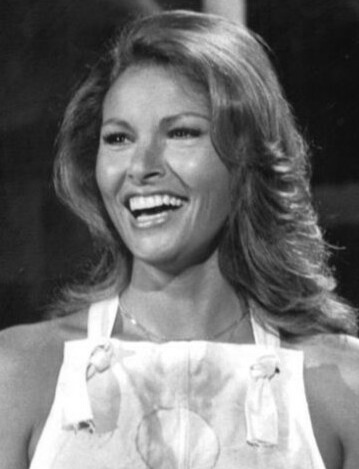
راکل ولش در سال ۱۹۷۶

راکل ولش با نام جو راکل تجادا (به انگلیسی: Jo Raquel Tejada) در شیکاگو، ایلینوی زاده شد. پدرش، آرماندو کارلوس تجادا اورکیزو (۱۹۱۱–۱۹۷۶) مهندس هوا نوردی اهل لاپاز، بولیوی و مادرش، جوزه فین سارا (۱۹۰۹–۲۰۰۰) دختر خانوادهٔ امری استانفورد هال معمار و کلارا لویز آدامس بود.
به‌عنوان یک دختر جوان، ولش رقص باله را زمینهٔ فعالیت خود قرارداد و از هفت تا هفده سالگی به یادگیری آن پرداخت اما پس از آنکه مربیش به او گفت برای باله اندام مناسبی ندارد دیگر آن را ادامه نداد.
هنگامیکه ولش در ۱۹۵۸ دانش‌آموز دبیرستان لا هویا واقع در سن دیگو، کالیفرنیا بود برنده مسابقهٔ زیبایی شد. در ۱۹۵۷ ولش از دبیرستان فارغ‌التحصیل شد و در ۸ می ۱۹۵۹ با یکی از دوستان صمیمی دوران دبیرستان بنام جمس ولش ازدواج کرد. آن‌ها صاحب دو فرزند (دیمون تولد ۶ نوامبر ۱۹۵۹ و تانی ولش ۲۶ دسامبر ۱۹۶۱) شدند اما در ۱۹۶۴ کار آن‌ها به طلاق کشید. در ۱۹۶۶ با پاتریک کرتیس، تولیدکننده فیلم ازدواج کرد و در ۱۹۷۲ از وی جدا شد. در ۱۹۸۰ یک ازدواج ده ساله را با آندره واینفلد آغاز کرد. در ۱۹۹۹ با ریچارد پالمر پیمان زناشویی بست و در ۲۰۰۸ از او نیز جدا شد.

## زندگی حرفه‌ای

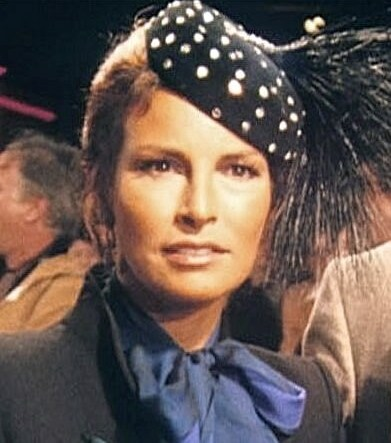
ولش درفیلم رُز ۱۹۷۶ نخستین ساخته بت میدلر

راکل ولش در جستجوی یافتن راهی برای نیل به حرفهٔ بازیگری موفق به دریافت کمک هزینهٔ تحصیل در رشته تئاتر شد. او در کلاس‌های کالج سن دیگو استیت شرکت کرد و توانست در نمایشنامه‌های تئاتر محلی امتیاز اجرای چند نقش را بدست‌آورد. در ۱۹۵۹ درنمایشنامهٔ خیابانی رامونا نقش کاراکتر هم عنوان با نمایشنامه را بعهده داشت. این نمایشنامه براساس رمان رامونا نوشته هلن هانت جاکسون و باب بایلو، همه ساله در هِمِت، کالیفرنیا اجرا می‌شود.
ولش در ایستگاه تلویزیون محلی ک‌اف‌ام‌بی واقع در سن دیگو برای اجرای پیشگویی وضع هوا شغلی به‌دست‌آورد اما به دلیل محدودیت ساعات کار، تحصیلاتش را رها کرد. او پس از جدایی از همسرش، جمس ولش، همراه دو فرزندش راهی دالاس، تگزاس شد. راکل ولش برای گذران زندگی در یک فروشگاه بزرگ متعلق به نیومن مارکوس به عنوان مدل و در بارهای اغذیه فروشی به عنوان پیشخدمت ناگزیر به کار شد. پس از چندی تصمیم گرفت به نیویورک برود اما در ۱۹۶۳ به لس آنجلس بازگشت و در استودیوهای فیلم‌سازی به جستجوی کار پرداخت. در همین حال با پاتریک کرتیس برخورد کرد. پاتریک که یکی از کارگزاران هالیوود و از هنرپیشگان خردسال دوران قبل بود مدیریت امور شخصی و مالی ولش را بعهده گرفت و ترتیبی داد تا ولش را نماد اغواگری سازد. برای حذف عنوان لاتینی راکل تجادا از او خواست نام خانوادگی همسرش را برای خود برگزیند. وی همچنین ولش را وادار کرد تا برای بهبود انحنای بینی به جراحی پلاستیک تن در دهد.
به ولش در دو فیلم نقش کوتاهی داده شد. وی همچنین در شوهای تلویزیونی افسون شده، کشتی جنگی مک هیل و ویرجینیایی سهم کوچکی داشت و توانست در سریال رنگارنگ هالیوود پالاس که یک شو هفتگی بود به عنوان مجری کار کند. ولش از جملهٔ زنانی بود که برای به‌دست آوردن نقش ماری آن سامرس، شخصیت فیلم جزیره گیلیگن در آزمون بازیگری شرکت کرد.
راکل ولش نخستین نقش برجستهٔ خود را در فیلم تابستان پرهیجان (۱۹۶۵) ایفا کرد. ولش در فوکس قرن بیستم با دستیاری کرتیس با یک قرارداد غیر انحصاری هفت ساله برای بازی در هفت فیلم، پنج فیلم برای پنج سال آینده و دو فیلم پیش‌بینی نشده موافقت کرد. در ۱۹۶۶ ولش در فیلم سفر شگفت‌انگیز محصول سای فای فیلم، نقش اول را به عهده داشت. این فیلم که یکی از ابتکارات فیلم‌های علمی تخیلی است ماجرای یک گروهٔ پزشکی را به تصویر می‌کشد که برای نجات جان یک دیپلمات مجروح با استفاده از تجهیزات پیشرفتهٔ علمی کوچک می‌شوند و به وسیلهٔ سرنگ به بدن او تزریق می‌شوند. این فیلم با استقبال و فروش بالایی مواجه شد و ولش درردهٔ ستارگان سینما قرارگرفت. ولش آخرین ستاره‌ای است که در دوران سیستم استودیو کشف شد.

## گزیده فیلم‌شناسی
- یاغی‌ها (۱۹۶۴)
- تابستان نوسانی (۱۹۶۵)
- سفر شگفت‌انگیز (۱۹۶۶)
- با صدای بلند (۱۹۶۶)
- پری‌ها (۱۹۶۶)
- یک میلیون سال قبل از میلاد (۱۹۶۶)
- قدیمی‌ترین حرفه (۱۹۶۷)
- فاتوم (۱۹۶۷)
- مسحور (۱۹۶۷)
- بزرگ‌ترین شیادان عالم (۱۹۶۸)
- باندولرو! (۱۹۶۸)
- خانمی در سیمان (۱۹۶۸)
- صد اسلحه (۱۹۶۹)
- بیماری (۱۹۶۹)
- مسیحی جادویی (۱۹۶۹)
- مایرا برکینریج (۱۹۷۰)
- گناه (۱۹۷۱)
- هانی کولدر (۱۹۷۱)
- پلیس (۱۹۷۲)
- بمب‌افکن کانزاس‌سیتی (۱۹۷۲)
- ریش آبی (۱۹۷۲)
- آخرین شیلا (۱۹۷۳)
- سه تفنگدار (۱۹۷۳)
- چهار تفنگدار (۱۹۷۴)
- مهمانی وحشی (۱۹۷۵)
- مادر، کوزه‌ها و سرعت (۱۹۷۶)
- شاهزاده و گدا (۱۹۷۷)
- حیوان (۱۹۷۷)
- سلاح عریان سی و سه و یک‌سوم: آخرین اهانت (۱۹۹۴)
- رئیس هیئت مدیره (۱۹۹۸)
- بروس را بگیر (۱۹۹۹)
- قانوناً بلوند (۲۰۰۱)
- سوپ تورتیا (۲۰۰۱)
- فراموشش کن (۲۰۰۶)
- چگونه عاشقی لاتین‌تبار باشیم (۲۰۱۷)

## موفقیت‌های بعدی

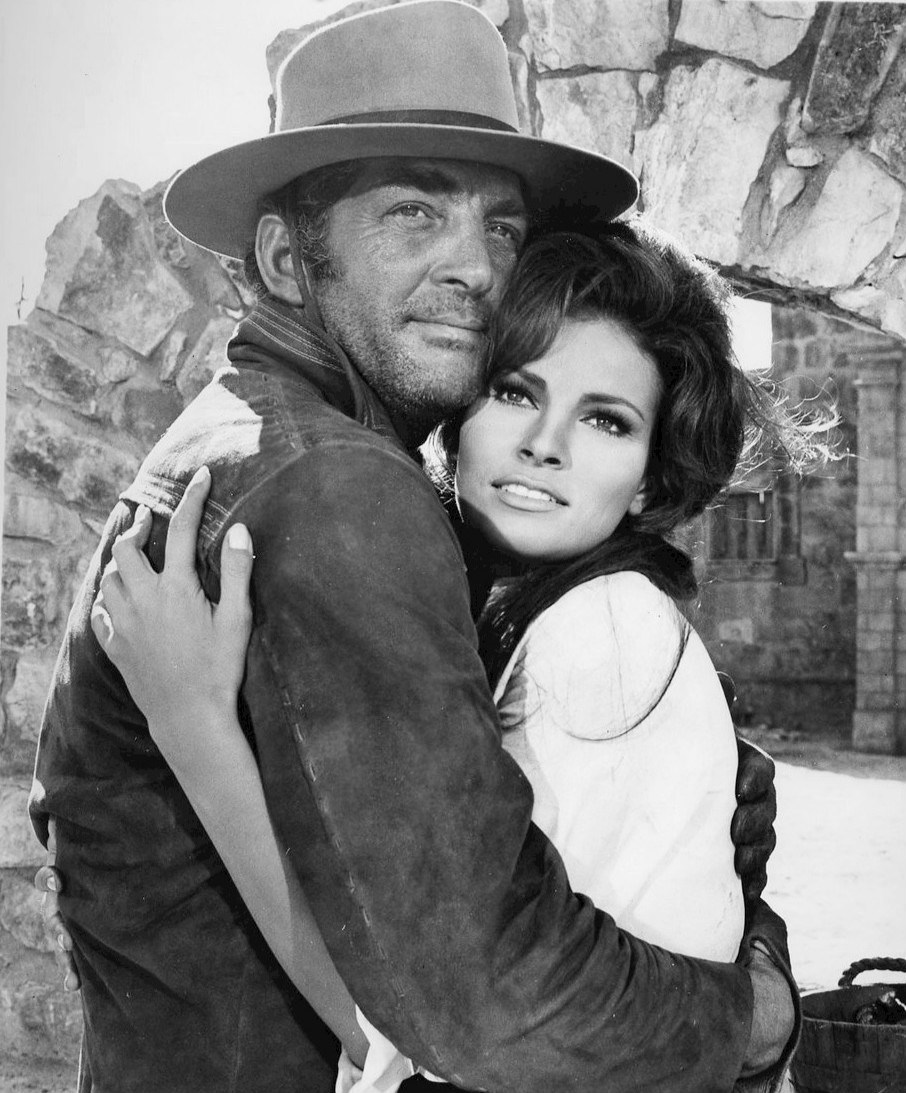
عکس از فیلم باندلرو محصول ۱۹۶۸! با دین مارتین و راکل ولش.

راکل ولش پس از اجرای نقش، هوس مجسم، در فیلم افسون‌شده از بریتانیا به آمریکا بازگشت و همراه با جیمز استوارت و دین مارتین در فیلم باندولرو! ظاهر شد. به دنبال آن در فیلم کارآگاهی و درام بانویی در سمنت با فرانک سیناترا همراهی کرد. مجله پلی‌بوی جذابیت و شهرت ولش را ستود و او را مطلوبترین زن ۱۹۷۰ لقب داد. ولش بخاطر محبوبیتی که داشت در اثنای ۱۹۷۰ چندین بار در مراسم اعطای جایزهٔ آکادمی حضور یافت. یکبار نیز به نیابت از گلدی هان، ستاره سینما، جایزه اسکار بهترین هنرپیشه زن پشتیبان را در غیاب او پذیرفت.
راکل ولش در فیلم مایرا برکینریج اجرای نقش زنی را می‌پذیرد که تغییر جنسیت داده است. این فیلم به عنوان بدترین فیلمی که تاکنون ساخته شده با شکست مواجه شد. در ۱۹۶۷ ولش در وسترن صد اسلحه به کارگردانی تام برایس با جیم براون، برت رینولدز و فرناندو لاماس همراهی کرد.

## ویژه برنامه‌های تلویزیون
راکل ولش علاوه بر ویژه برنامهٔ تلویزیونی راکل ۱۹۷۰ که با مدیریت تام جونز، دیوید وینترز تولیدکننده و خودش به صحنه می‌آمد. 

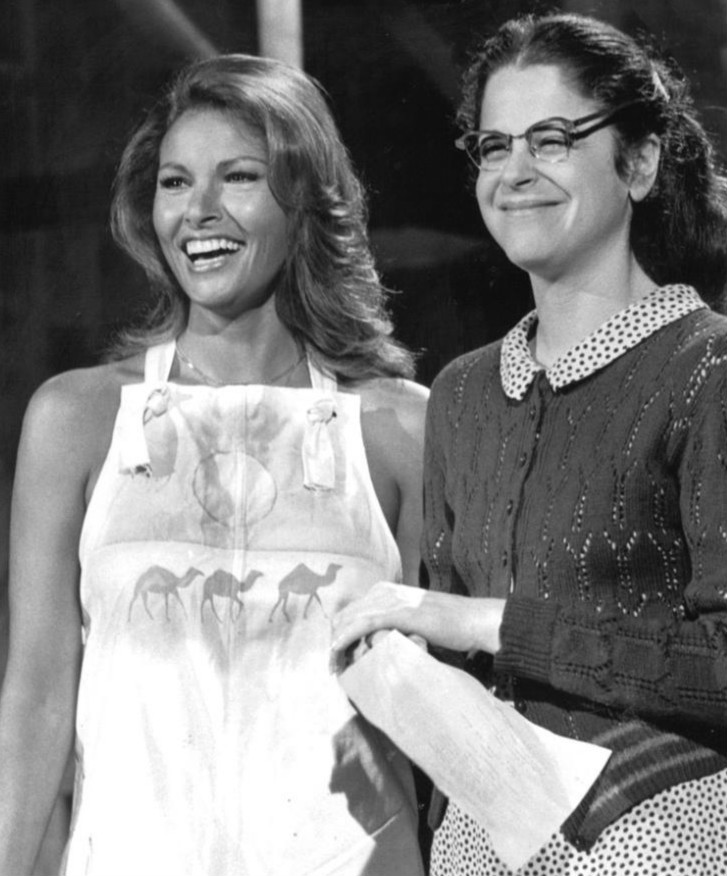
شو، تلویزیونی شنبه شب ۱۹۷۶ زنده، همراه با گیلدا رادنر

 اجرای فیلم‌های تلویزیونی وی عبارتند از: افسانه همراهی دورتر با زنان و حق مردن به دشواری‌های زندگی زنان بیماری می‌پردازد که تحت تأثیر نوعی آسیب مغزی قرار دارند. در فیلم خانوادهٔ آمریکایی زندگی یک خانوادهٔ مکزیکی آمریکایی را در لس آنجلس شرقی به تصویر می‌کشد. او همچنین در اپرای شبانگاهی پارک مرکزی در غرب ظاهرشد. تولید ویدئوهایی در زمینه تبلیغات و ورزش نیز از جملهٔ فعلیت‌های او در تلویزیون به‌شمار می‌آیند.

## فیلم‌های دیگر
راکل ولش پس از بازی در دو فیلم سینمایی سه تفنگدار و پارتی وحشی قرار بود در فیلم راسته کنسروسازی ایفای نقش کند اما تولیدکنندهٔ فیلم چند روز پس از آغاز فیلمبرداری از شرکت ولش در فیلم ممانعت کرد. وی گفته بود: «ولش در سن ۴۰ سالگی سالمند تر از آن است که اجرای نقش را بعهده گیرد.» ولش در اعتراض به این امر ادعای خسارت کرد و ۱۰/۸ میلیون دلار غرامت گرفت. در نهایت، نقش مذکور به دبرا وینگر واگذارشد.

## خوانندگی
در ۱۹۸۷ راکل ولش به خواندن آهنگ‌ها پاپ روی آورد و آهنگ رقص این دختر به شهر بازگشته است را منتشر کرد. وی در کلوپ شبانه تنها یک زن در لاس وگاس به اجرای موسیقی پرداخت و در برادوی در برنامهٔ موزیکال زن سال شرکت کرد. او بخاطر دنباله روی از لورن باکال در اجرای زن سال مورد تحسین قرار گرفت.

## اجرای برنامه مهمان تلویزیون
در صد و پنجاه و ششمین قسمت سریال کمدی ساینفلد با عنوان تابستان جرج، ولش با حمله به کرایمل و الین، دو بازیگر سریال مذکور، تندخوترین وجه خود را به نمایش گذاشت. حمله به کرایمل به این دلیل بود که وی ولش را از یکی از صحنه‌های بازی کنار گذاشته بود و حمله به ایلین این بود که ولش اشتباهاً گمان کرده بود وی او را مسخره کرده است.

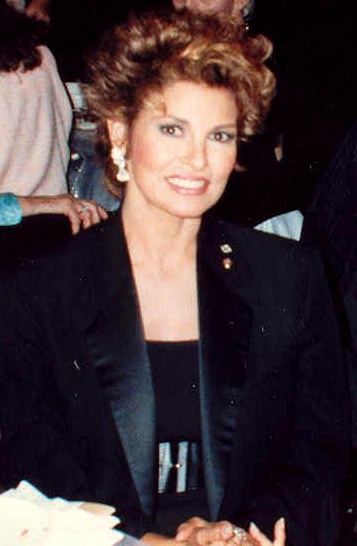
ولش در سی و ششمین مراسم اعطای جایزهٔ گوی حکومتی امی در سپتامبر۱۹۸۶

ولش در سریال تلویزیونی آمریکایی سابرینا ساحره جوان به عنوان بازیگر مهمان در نقش عمه سابرینا الهه شعله و آتش ظاهر شد.
در ۲۰۰۱ ولش در فیلم قانوناً بلوند در مقابل ریس ودرسپون نقش ستاره پشتیبان را داشت. او همچنین در ۴ فوریه ۲۰۰۸ در فیلم نزد کاپیتان خوش آمدید که برای نخستین بار درتلویزیون سی‌بی‌اس به نمایش گذاشته می‌شد شرکت کرد.